# Бань Ґу
Бань Ґу (*32 — †92) — знаний китайський історик, поет та політик часів династії Пізня Хань.

## Життєпис
Народився в аристократичні родині Бань у м. Анлінг (сучасна провінція Шеньсі). Був сином Бань Бяо, відомого державця та історика часів династії Рання Хань. У 48 році зараховується до Тай сюе — імператорської академії у столиці Лоян. Тут Бань Ґу студіював класичні знання тогочасного Китаю. Йому довелося завершити навчання у 54 році, коли помер батько. Бань Ґу від'їздить до Анліна. У своєму маєтку працював над продовження історичної праці Бань Бяо.
У 60 році імператор Мін-ді заборонив складання приватних історичних праць. З огляду на це Бань Ґу було заарештовано, його праця й бібліотека конфіскована. Втім, завдяки клопотанням брата Бань Чао, незабаром Бань Ґу звільнили й доручили написання життєпису імператора Ґуан У. У 64 році доручили сортування книг в імператорській бібліотеці. У 66 році імператорові Мін-ді були представлено попередня історична праця Бань Ґу. Вражений якістю, імператор доручив Бань Ґу продовжувати написання історії династії Хань, призначивши того офіційним імператорським істориком. Над неї Бань Ґу працював до 92 року, користуючись підтримкою впливового державного та військового діяча Доу Сіаня. Втім, у 92 році внаслідок палацевих інтриг Бань Ґу був запроторений до в'язниці, звинувачений у державній зраді. Тут він й загинув того ж року.

## Творчість
Основним твором Бань Ґу є історія династії Хань — «Книга Хань» («Хань шу») у 100 сувіях, що складається з трьох частин: «Життєпис імператорів», «Документи» (про обряди, музику, астрономію, управління, географії, військову науку, канали, торгівлю, право), «Біографії» (про відомих людей, інші країни). Мова Бань Ґу елегантна, вишукана на відміну від інших сучасних йому істориків, що писали більш розмовною.
Також поеми у жанрі фу. Найбільш відомі «Ода про дві столиці» та «Ода Юйтун», що справили вплив на наступних поетів, зокрема Чжан Хена, Цяо Ши.
Бань Ґу належить «Бо ху тун», або «Бо ху тун'Ї» 白虎通義 (інша назва «Бай ху тун») — «Вичерпний звіт Білого тигра», або «Диспут у Залі Білого тигра» — конфуціанський трактат, що містить запис сперечань по цзі-нам, тобто конфуціанським канонічним книгам, які відбулися у 79 році за наказом імператора Чжан-ді у столиці Лояні у палацовому Залі Білого тигра.
Завдяки поезії Бань Ґу про легендарний «божественний гриб» довголіття, з'явилось словотворення його найменування як: «靈芝 — Лінчжи».